# Заслуженный мастер спорта
Заслуженный мастер спорта — почётное спортивное звание. Стандартная аббревиатура в спортивной справочной литературе — ЗМС.
Звание «заслуженный мастер спорта» было учреждено в СССР в 1934 году (с 1983 года официальное наименование — «заслуженный мастер спорта СССР»). Аналогичные звания существовали в Болгарии, Монголии, Польше (существуют и сейчас), ГДР, Румынии, Чехословакии.
После распада СССР звание «заслуженный мастер спорта СССР» присваивалось в 1992 году за достижения в составе Объединённой команды. Начиная с 1992 года, звания «заслуженный мастер спорта» были учреждены в ряде государств, ранее входивших в состав СССР (в некоторых — как почётное звание):
- ЗМС России — в 1992 году, почётное спортивное звание.
- ЗМС Украины — в 1992 году, почётное спортивное звание; по Единой спортивной классификации Украины 2006 года — спортивное звание.
- ЗМС Республики Беларусь — в 1994 году, почётное спортивное звание; с 13 апреля 1995 года — почётное звание.
- ЗМС Республики Казахстан — спортивное звание[2].
- ЗМС Кыргызской Республики — почётное спортивное звание.
- ЗМС Молдовы — почётное спортивное звание.
- ЗМС Республики Таджикистан — почётное спортивное звание.
- Узбекистан — почётные звания «Узбекистон ифтихори» (28 августа 1998 года) и «Заслуженный спортсмен Республики Узбекистан» (26 апреля 1996 года).

Почётное звание — звание, присваиваемое в индивидуальном порядке высшим законодательным органом страны или президентом; почётное спортивное звание — звание, присваиваемое в индивидуальном порядке руководством отвечающего за спорт министерства или ведомства; спортивное звание — звание, присваиваемое при выполнении нормативов, установленных спортивными классификациями.

## СССР
См. также: Категория:Заслуженные мастера спорта СССР
27 мая 1934 года ЦИК СССР принял постановление «Об установлении звания заслуженного мастера спорта» (с 1983 года официальное наименование звания — «заслуженный мастер спорта СССР»), которое присваивается «выдающимся мастерам — активным строителям советской физической культуры».
Звание присваивалось высшим органом по управлению спортом в СССР (в 1934 году — Всесоюзный Совет физической культуры при ЦИК СССР; позднее он неоднократно менял названия и статус).
5 июня 1934 года звание было присвоено 22 спортсменам, их список был опубликован 17 июня в газете «Правда». Знак № 1 получил конькобежец Яков Мельников. Большинство были действовавшими спортсменами или закончили выступления недавно (в начале 1930-х годов); Платон Ипполитов, чьи спортивные достижения относятся к 1910-м — началу 1920-х годов, много сделал для популяризации конькобежного спорта в СССР.
Нагрудный знак заслуженного мастера спорта был утверждён в 1935 году.

Знак и удостоверение, вручённые Виктору Михайлову, первому боксёру — заслуженному мастеру спорта (1936)
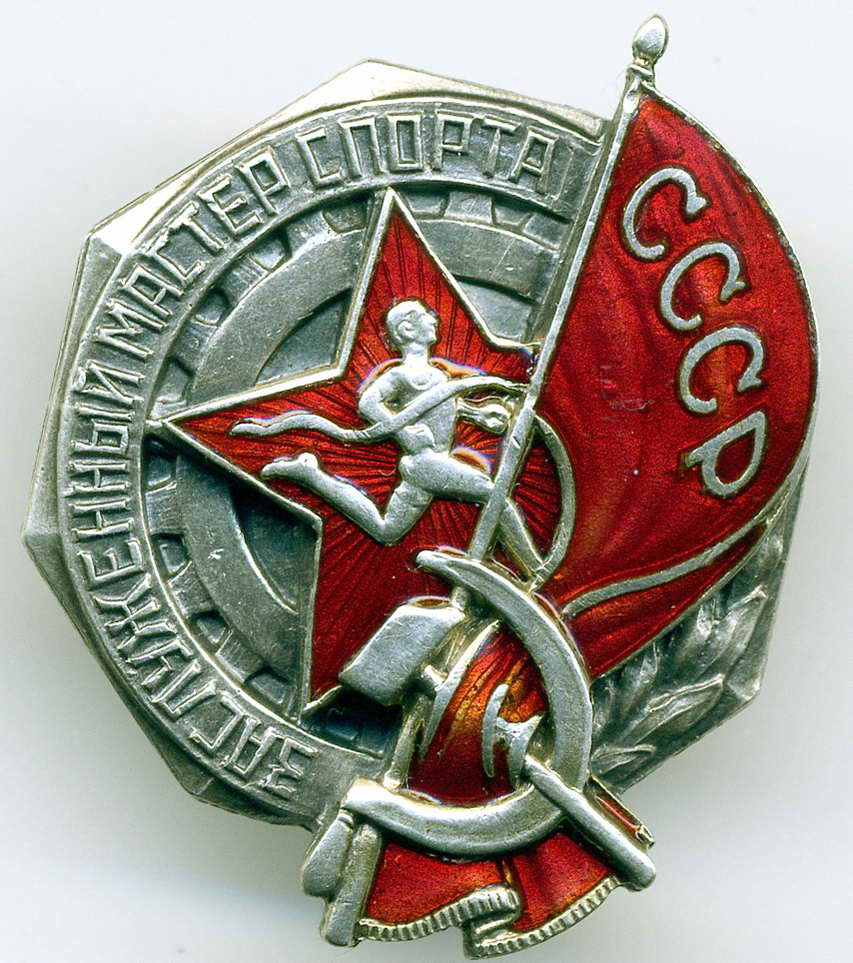
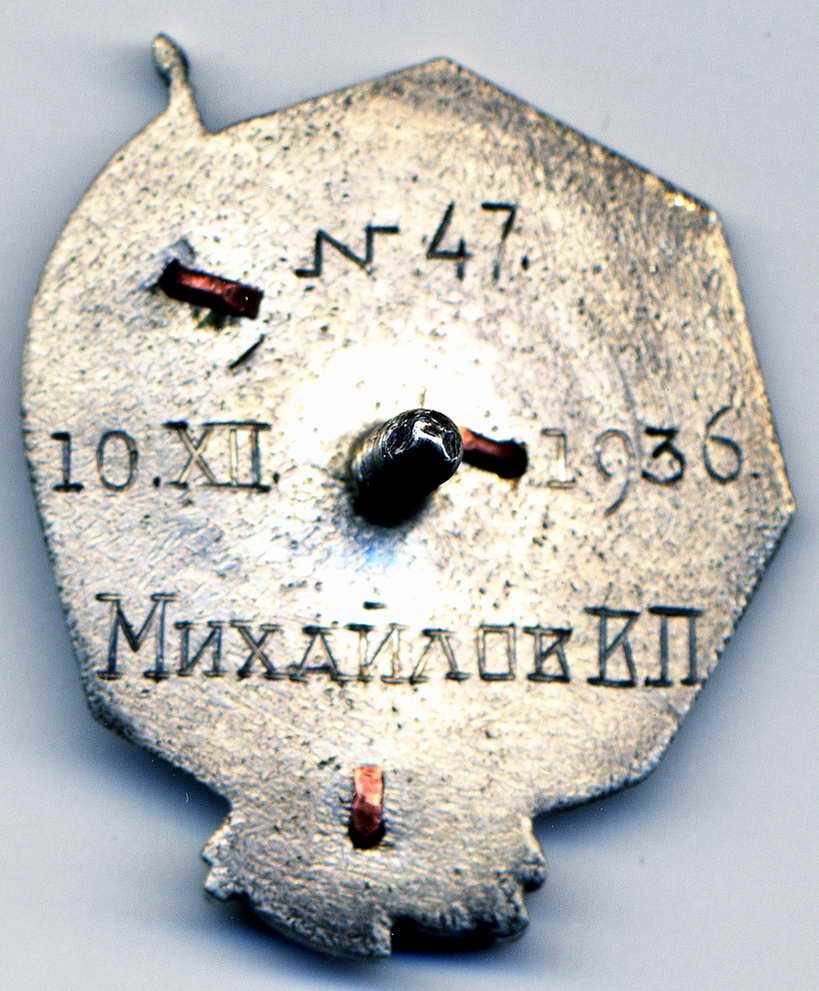
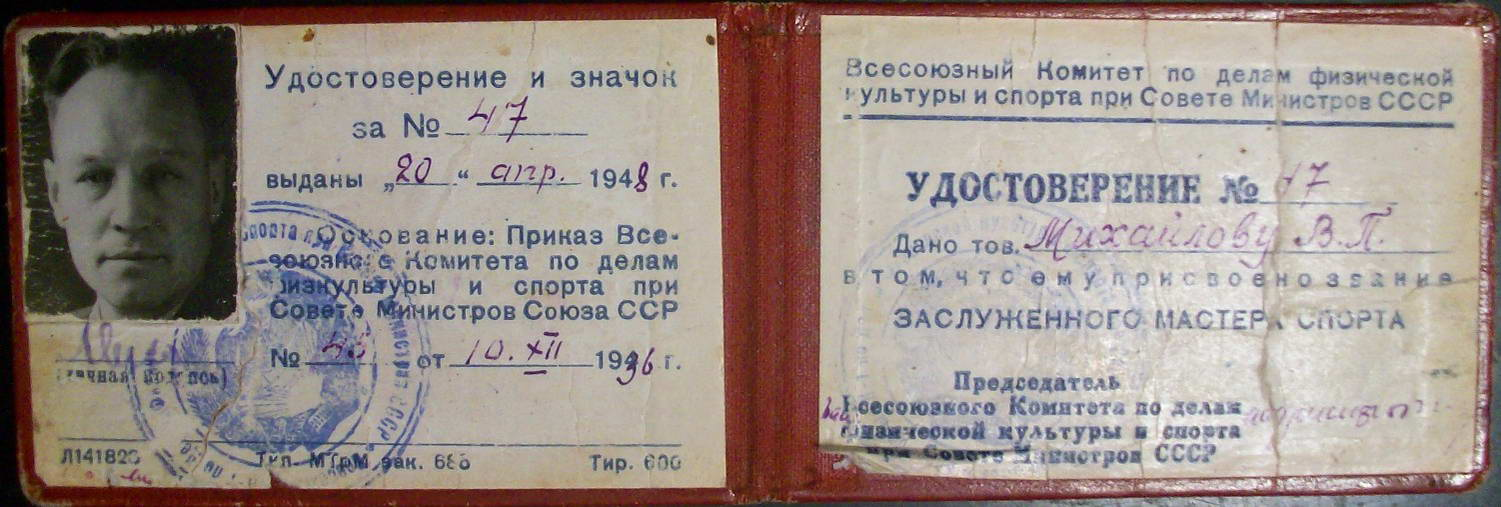

Новые присвоения звания последовали в 1936 году и стали регулярными.
В годы Великой Отечественной войны звание «заслуженный мастер спорта» присваивалось мастерам спорта, отличившимся в боях с захватчиками. Так, известный легкоатлет (а в будущем — знаменитый тренер) Виктор Алексеев в 1942 году получил звание «за подготовку резервов фронту и высокие спортивные достижения», а в 1943 году звание было присвоено штангисту Аркадию Авакяну за то, что он убил немца ударом кулака.
Во второй половине 1940-х — начале 1950-х годов количество присвоений звания резко возросло. В первой половине 1950-х годов в связи с выходом советских спортсменов на международную арену было принято решение о присвоении звания за достижения на крупнейших международных соревнованиях.
До середины 1950-х годов звание нередко присваивалось за тренерские и педагогические достижения; в 1956 году такая практика была прекращена в связи с учреждением звания «заслуженный тренер СССР». В 1943 году единственный раз звание было присвоено спортивному судье — футбольному арбитру Николаю Усову.
Ряд спортсменов были лишены звания за неспортивное поведение, «нарушения спортивного режима» или по политическим причинам. Среди наиболее известных случаев:
- Во время сталинских репрессий ряд репрессированных спортсменов были лишены и звания ЗМС; наиболее известные из них — братья Александр, Андрей и Николай Старостины, лишённые звания в 1941 году (звание восстановлено в 1955 году)[8].
- После поражения сборной СССР по футболу от сборной Югославии на Олимпийских играх 1952 звания были лишены тренер Борис Аркадьев, игроки Константин Бесков и Валентин Николаев[9] (позднее звание восстановлено).
- В 1958 году для трёх олимпийских чемпионов по футболу — Эдуарда Стрельцова, Михаила Огонькова и Бориса Татушина — вечеринка закончилась уголовными обвинениями; все трое были лишены звания. У Татушина звание ЗМС было восстановлено, Огоньков до восстановления не дожил (он умер в 1979). Стрельцов был осуждён, после выхода из заключения вернулся в большой спорт, и в 1967 году ему было вновь присвоено звание заслуженного мастера спорта.

Лишение звания также следовало при выезде за границу на постоянное место жительства или отказе вернуться в СССР. Так, звания были лишены шахматистка Алла Кушнир, шашист Исер Куперман, «невозвращенцы» фигуристы Людмила Белоусова и Олег Протопопов, шахматист Виктор Корчной. Единственным исключением был футболист Агустин Гомес: попавший в СССР подростком в числе детей испанских республиканцев, он в 1956 году вернулся в Испанию для подпольной работы в компартии.
В декабре 1972 года в ознаменование 50-летия СССР звание было присвоено лучшим спортсменам 9 социалистических стран. 23 апреля 1985 года в связи с 40-летием победы в Великой Отечественной войне звание было присвоено группе спортсменов, в числе которых был Станислав Марусаж (Польша), воевавший в польском Сопротивлении.

### Заслуженный мастер альпинизма
«Заслуженный мастер альпинизма» — звание, учреждённое ЦИК СССР в 1934 году. В том же году его были удостоены Виталий Абалаков, Евгений Абалаков, Лев Бархаш и Николай Крыленко. В 1936 году руководить альпинизмом стал Всесоюзный комитет по делам физкультуры и спорта, в связи с чем была введена новая формулировка «Заслуженный мастер спорта» по альпинизму.

## Россия
См. также: Категория:Заслуженные мастера спорта России
«Заслуженный мастер спорта России» — почётное спортивное звание, учреждённое в 1992 году.
Последняя редакция положения о звании принята в 2008 году (с незначительными изменениями приказа 2006 года). Вопрос о присвоении и лишении звания решается высшим органом по управлению физической культурой и спортом России.

Нагрудные знаки ЗМС России
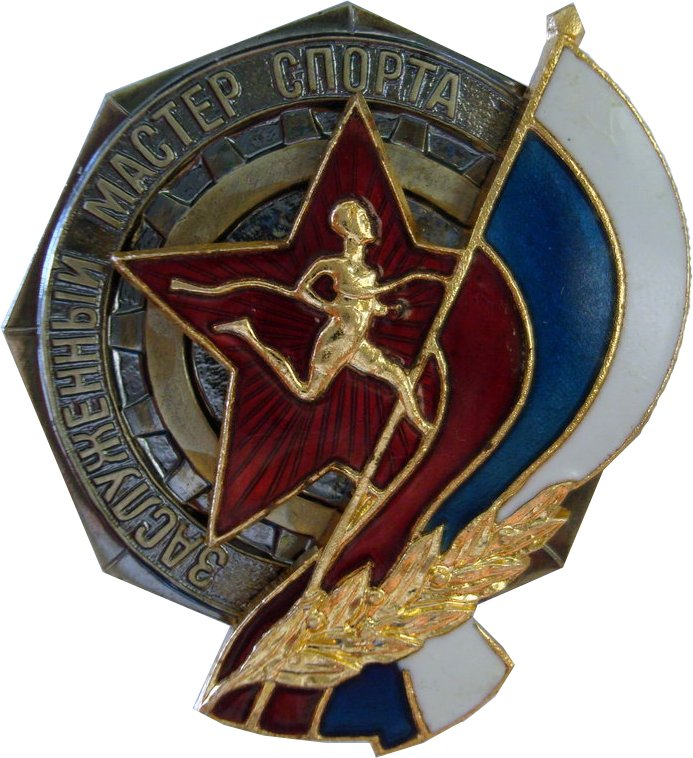
Знак, вручавшийся до 2007 года
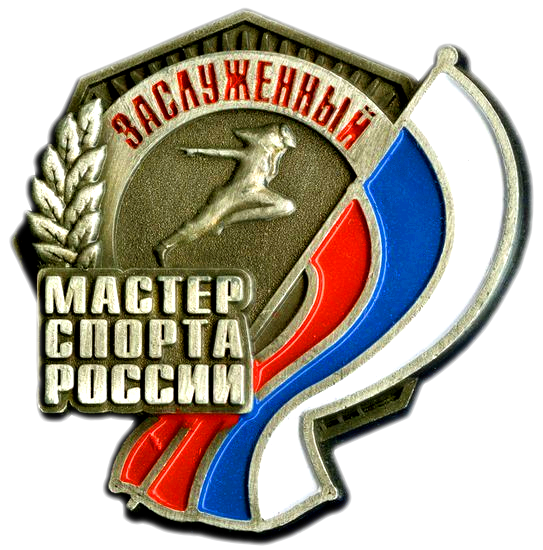
Знак, вручающийся с 2007 года

Согласно действующему в настоящее время положению, звание присваивается:
- чемпионам и призёрам Олимпийских, Паралимпийских и Сурдлимпийских игр;
- чемпионам мира в дисциплинах, включённых в программу Олимпийских, Паралимпийских и Сурдлимпийских игр, — в личных соревнованиях, включая эстафеты, группы, пары и т. п., соревнованиях в игровых командных видах;
- чемпионам мира и Европы, победителям Кубков мира и Европы, набравшим также необходимое число баллов в соответствии со специальной таблицей;
- «в порядке исключения» — «за выдающийся вклад в повышение авторитета Российской Федерации и российского спорта на международном уровне, проявленные при этом исключительное мужество и мастерство».

Согласно действующему в настоящее время положению, основаниями для лишения звания являются:
- выявление недостоверности представленных сведений, необходимых для присвоения звания;
- дисквалификация спортсмена за применение запрещённых в спорте средств (допинга) и/или методов;
- вступление в законную силу приговора суда за умышленное преступление.

Хотя звание «заслуженный мастер спорта России» присваивается гражданам России, в 2008 году было сделано исключение: за победу в Кубке УЕФА 2007/2008 в числе игроков «Зенита» (Санкт-Петербург) звание получил капитан команды Анатолий Тимощук, не имеющий российского гражданства — он является гражданином Украины и имеет звание «заслуженный мастер спорта Украины» (2005). Другие футболисты «Зенита», не имеющие российского гражданства, звания не получили.

## Украина
См. также: Категория:Заслуженные мастера спорта Украины

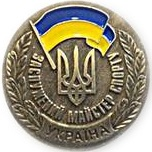
Нагрудный знак ЗМС Украины

«Заслуженный мастер спорта Украины» (ЗМСУ, укр. Заслужений майстер спорту України) — с момента учреждения в 1992 года — почётное спортивное звание, с введением Единой спортивной классификации Украины 2006 года — спортивное звание. Знак № 1 получил легкоатлет Сергей Бубка.
Порядок и критерии присвоения и лишения звания регулируется Единой спортивной классификации Украины 2006 года, в 1993—2006 годах — Положением о почётном звании «Заслуженный мастер спорта Украины» (редакции 1993 и 1997 годов). Вопрос о присвоении и лишении звания решается высшим органом по управлению физической культурой и спортом Украины. Звание присваивается гражданам Украины.
Согласно Единой спортивной классификации Украины 2006 года, звание ЗМСУ присваивается «спортсменам в индивидуальных или командных видах программы в ознаменование их личных заслуг» при выполнении указанных в документе нормативов. Нормативы:
| в олимпийских видах спорта: - олимпийский чемпион, чемпион мира или призёр ОИ, ЧМ; - 2-кратный чемпион Европы, чемпион Европы (если чемпионаты проводятся раз в 2 или 4 года) или 3-кратный призёр ЧЕ; в неолимпийских видах спорта (включая неолимпийские дисциплины олимпийских видов): - чемпион или призёр Всемирных игр; - 2-кратный чемпион мира или 3-кратный призёр ЧМ; - победитель или 2-кратный призёр Всемирной шахматной олимпиады; в видах инвалидного спорта: - 2-кратный победитель или 3-кратный призёр Паралимпийских игр, Дефлимпийских игр, чемпионатов мира, Европы, Всемирной шахматной олимпиады. |

Хотя Единой спортивной классификации Украины 2006 года и не предусмотрено присвоение звания ЗМСУ за другие достижения (ранее звание могло присваиваться «по совокупности результатов»), в некоторых видах спорта применяются и другие критерии. Так, в 2009 году 17 футболистов донецкого «Шахтёра» получили звание за выигрыш Кубка УЕФА, причём 10 из них не имели украинского гражданства.
Согласно Единой спортивной классификации Украины 2006 года, спортсмен лишается звания ЗМСУ только в случае пожизненной дисквалификации за нарушение антидопинговых правил (ранее существовал более широкий круг причин лишения звания).

## Беларусь

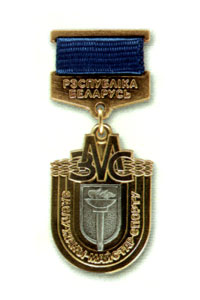
Нагрудный знак «Заслуженный мастер спорта Республики Беларусь» (вариант 2005 года)

См. также: Категория:Заслуженные мастера спорта Республики Беларусь
«Заслуженный мастер спорта Республики Беларусь» (бел. Заслужаны майстар спорту Рэспублікi Беларусь) — почётное звание, присваиваемое указами Президента Республики Беларусь.
Звание было учреждено в 1994 году как почётное спортивное звание, а Законом Республики Беларусь от 13 апреля 1995 года «О государственных наградах Республики Беларусь» — как почётное звание. В сменившем его Законе от 18 мая 2004 года говорится:

Почётное звание «Заслуженный мастер спорта Республики Беларусь» присваивается спортсменам, в том числе спортсменам-инвалидам, за достижение высоких результатов на Олимпийских, Паралимпийских и Всемирных играх, чемпионатах, первенствах и Кубках мира и Европы.

12 апреля 1996 года лица, имеющие звание «Заслуженный мастер спорта СССР», были приравнены к лицам, удостоенным звания «Заслуженный мастер спорта Республики Беларусь» (в 1994—1995 несколько заслуженных мастеров спорта СССР были удостоены и звания Республики Беларусь).
Описание нагрудного знака было принято 15 января 1996 года, а 8 апреля 2005 года было принято новое описание, в котором надписи были переведены с русского языка на белорусский.
Чётких критериев присвоения звания не существует. За достижения на Олимпийских играх звание присваивается всем чемпионам и призёрам; в 2002 году также звание получили все члены хоккейной команды, занявшей 4-е место. За достижения на Паралимпийских играх звание, как правило, присваивается чемпионам.

## Казахстан
См. также: Категория:Заслуженные мастера спорта Республики Казахстан
«Заслуженный мастер спорта Республики Казахстан» (каз. Қазақстан Республикасының еңбек сіңірген спорт шебері) — спортивное звание, присваиваемое указами Министерства по делам молодёжи, туризма и спорта Республики Казахстан (позже другими ведомствами).

## Узбекистан

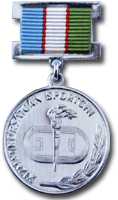
Нагрудный знак к званию «Заслуженный спортсмен Республики Узбекистан»

Почётные звания Узбекистана, присваиваемые спортсменам указами Президента Республики Узбекистан:
- «Узбекистон ифтихори» — учреждено законом Республики Узбекистан от 28 августа 1998 года.[24]
- «Заслуженный спортсмен Республики Узбекистан» — учреждено законом Республики Узбекистан от 26 апреля 1996 года.[25]

Почётное звание «Ўзбекистон ифтихори» (узб. O’zbekiston iftixori — в переводе «Гордость Узбекистана») присваивается «гражданам Республики Узбекистан, добившимся на чемпионатах мира, Олимпийских играх и на равнозначных им спортивных форумах звания чемпиона-победителя и своими достижениями способствующим возвеличиванию престижа, чести и славы Родины». (Звание присваивается не только спортсменам.)
Почётное звание «Заслуженный спортсмен Республики Узбекистан» («Ўзбекистон Республикасида хизмат кўрсатган спортчи», узб. O’zbekiston Respublikasida xizmat ko’rsatgan sportchi) присваивается «чемпионам и рекордсменам мира, призёрам Олимпийских и Азиатских игр, а также другим спортсменам, достигшим высоких результатов в спортивных соревнованиях».

## Болгария
Звание «Заслуженный мастер спорта» Болгарии (болг. Заслужил майстор на спорта) существует с социалистических времён. В отличие от практики СССР и государств бывшего СССР, звание присваивается федерациями по видам спорта на основе утверждённых ими же нормативов (приказ о присвоении должен быть утверждён Министром по делам молодёжи и спорта).

## Монголия
Основная статья: Заслуженный спортсмен Монголии
Звание «Заслуженный мастер спорта» Монголии (монг. Спортын гавьяат мастер) существовало в 1960—1991 годах; в 1992 году оно было заменено званием «Заслуженный спортсмен» Монголии (монг. Гавьяат тамирчин).

## Польша

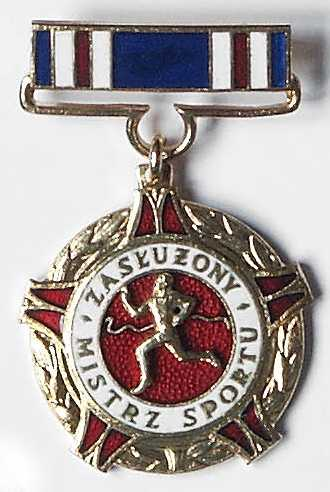
Нагрудный знак ЗМС Польши

Звание «Заслуженный мастер спорта» Польши (пол. Zasłużony Mistrz Sportu) было учреждено решением правительства Польши 17 апреля 1950 года. Звание присваивается высшим органом по управлению спортом:
- Главный комитет по физической культуре (Glowny Komitet Kultury Fizycznej) — до 1960,
- Главный комитет по физической культуре и туризму (Glowny Komitet Kultury Fizycznej i Turystyki) — в 1960—1985,
- Главный комитет по физической культуре и спорту (Glowny Komitet Kultury Fizycznej i Sportu) — в 1985—1987,
- Комитет по делам молодёжи и физической культуре (Komitet do Spraw Mlodziezy i Kultury Fizycznej) — 1987—1989,
- Управление по физической культуре и туризму (Urzad Kultury Fizycznej i Turystyki) — в современной Польше.

Знак представляет собой золотую медаль диаметром 34 мм на золотой колодке 30×8 мм.

## Румыния
Звание «Заслуженный мастер спорта» Румынии присваивалось с 1953 года в соответствии с решением Комитета по делам физической культуры и спорта при Совете Министров Румынской Народной Республики.

## Чехословакия
Звание «Заслуженный мастер спорта» Чехословакии присваивалось с 1953 года в соответствии с решением Государственного комитета по делам физической культуры и спорта. Первым из спортсменов данное звание было присвоено Эмилю Затопеку и Ян Брзаку.